# Переговоры между Украиной и Россией (с 2022)
После начала российского вторжения на Украину в феврале 2022 года стороны конфликта предпринимали попытки его дипломатического урегулирования. 
Однако уже во второй половине весны 2022 года переговорный процесс зашёл в тупик из-за взаимного недоверия и неразрешимых противоречий. Перспективы мирных переговоров стали ещё более призрачными после аннексии Россией украинских областей и начала систематических ударов по гражданской энергетической инфраструктуре, которыми российские власти намеревались склонить Украину к соглашению на своих условиях. В то же время западные союзники Украины подчёркивали готовность поддерживать её так долго, как это потребуется, и настаивали, что именно украинские власти должны принимать решение о начале переговорного процесса.

## Предыстория
Первая попытка дипломатического урегулирования российско-украинского конфликта была предпринята в 2014 году в рамках «нормандского формата» — переговоров первых лиц России, Украины, Германии и Франции. Результатом встреч на высоком уровне и работы трёхсторонней контактной группы были разработаны Минский протокол и Комплекс мер по выполнению Минских соглашений. Они не затрагивали статус аннексированного Крыма и были направлены на прекращение огня на оккупированных частях Донецкой и Луганской областей. Однако прогресс в их реализации достигнут не был: большую роль в этом сыграла позиция России, которая фактически оккупировала украинские территории, но де-юре признавала их частью Украины.
В декабре 2021 года на фоне наращивания военной группировки вблизи украинской границы, сообщений о подготовке вторжения и росту агрессии в официальной риторике российские власти выдвинули ультиматум странам НАТО. Хотя ключевым вопросом стали отношения НАТО и Украины, последняя не была адресатом сообщения. Российское видение «гарантий безопасности» включало требование вывода контингента НАТО из стран, ставших членами альянса после 1997 года, отказ от принятия новых членов и какой-либо активности в Восточной Европе, Закавказье и Центральной Азии, а также требования по контролю за вооружениями. Страны НАТО были готовы обсуждать отдельные пункты, но Россия настаивала на принятии всех обязательств сразу, что делало её требования заведомо невыполнимыми.

## Прямые переговоры (2022)
В первый день полномасштабного вторжения 24 февраля 2022 года Россия дважды направляла Украине предложение о капитуляции: напрямую через зампреда Правительства РФ Дмитрия Козака и через министра обороны Беларуси Виктора Хренина.

### В Беларуси
Первые три раунда российско-украинских переговоров прошли в Беларуси: 28 февраля делегации встретились в Гомеле, 3 и 7 марта 2022 года — в Бресте. Украинскую сторону представляли советник офиса президента Михаил Подоляк, члены Верховной Рады Давид Арахамия, Рустем Умеров, Алексей Резников, Андрей Костин, замминистра иностранных дел Николай Точинский и банкир Денис Киреев. В российскую делегацию вошли Владимир Мединский, Борис Грызлов, Леонид Слуцкий, Андрей Руденко и Александр Фомин.
Как отмечали пресс-секретарь президента Турции Ибрагим Калын и украинские переговорщики, делегация от России начала первую встречу с ультиматумов, но в дальнейшем обе стороны искали точки соприкосновения. По словам украинских делегатов, одной из проблем стала несамостоятельность представителей России (которым требовалось регулярно согласовывать свою позицию и получать указания от руководства страны) и отсутствие у них конкретных требований и предложений по механизмам их выполнения (помимо общих тезисов).
Из публичных комментариев сторон следовало, что требования России касались, в частности, принадлежности ДНР, ЛНР и Крыма; закреплённого в конституции «внеблокового» статуса Украины и назначения Юрия Бойко премьер-министром страны. Для украинской стороны основными ключевыми были вопросы, связанные с гарантиями безопасности и территориальной целостности, но делегаты были готовы к компромиссам ради мира. Хотя в ходе трёх встреч в Беларуси и общения по видеосвязи стороны не достигли прогресса в вопросах прекращения огня, были согласованы формат взаимодействия и порядок организации гуманитарных коридоров. От предложенных Владимиром Зеленским прямых переговоров на уровне глав государств Владимир Путин уклонился.

### В Турции
10 марта в рамках дипломатического форума в Анталье прошла встреча министров иностранных дел Украины и России Дмитрия Кулебы и Сергея Лаврова, а переговоры на уровне делегаций стартовали 29 марта в Стамбуле. В ходе встречи украинская сторона передала российским делегатам проект соглашения (так называемого «стамбульского коммюнике»), в котором в числе прочего была готова на внеблоковый статус неядерной страны под конкретные гарантии безопасности, а вопрос принадлежности Крыма предлагала решать средствами дипломатии в течение 10-15 лет. Проект соглашения не включал требования отвода войск на позиции до 24 февраля 2022 года, которое украинские делегаты озвучивали ранее.
В течение апреля стороны продолжили обсуждение проекта соглашения по видеосвязи на уровне делегатов и рабочих групп. По данным газеты Welt am Sonntag, стороны достигли согласия почти по всем пунктам: Украина согласилась на нейтралитет, внеблоковый и безъядерный статус, Россия — на гарантии безопасности Украины, которые обеспечат постоянные члены Совбеза ООН. Ожидалось, что оставшиеся спорные пункты, такие как ограничение численности техники и личного состава ВСУ, обсудят при личной встрече президенты двух стран. Однако после саммита в Стамбуле Россия выдвинула новые требования: сделать русский язык вторым официальным в Украине (см.также политическая борьба вокруг русского языка на Украине), отменить взаимные санкции, прекратить иски в международных судах.
Новые требования, вкупе с необходимостью привлечения к переговорам третьих стран, изменением ситуации на фронте (в том числе отступлением России из-под Киева и чувствительное для Владимира Путина потоплением флагмана Черноморского флота), вскрывшиеся факты массового убийства гражданских российскими военными в Буче и других городах Киевской области привели к тому, что переговоры забуксовали. Неразрешённым остался вопрос статуса Крыма, Донецкой и Луганской областей Украины. Кроме того, Украина вернулась к первоначальному требованию об отводе российских войск, которое российская сторона считала неконструктивным.

### После аннексии оккупированных территорий Украины
После аннексии Россией украинских областей президент Зеленский ввёл в действие решение Совета национальной безопасности и обороны, постулирующее невозможность ведения переговоров с Владимиром Путиным. К началу ноября Зеленский смягчил позицию, что журналисты Politico связали с настояниями администрации президента США Джо Байдена. Зеленский заявил о готовности к реальным переговорам и назвал условия мира: восстановление территориальной целостности страны, соблюдение устава ООН, репарации, наказание для каждого военного преступника и гарантии того, что нападение на Украину не повторится (что Los Angeles Times назвал условиями, на которые Россия заведомо не согласится).
Украина и её союзники со скепсисом относились к заявлениям российских властей о готовности к переговорам и отмечали, что Россия настаивала на переговорном процессе и перерыве в боевых действий с целью выиграть время на восполнение резервов и подготовку нового наступления.

## Попытка урегулирования конфликта Дональдом Трампом (2025)
Во время своей президентской предвыборной кампании 2024 года Дональд Трамп заявлял, что «с легкостью» завершит конфликт на Украине за 24 часа, став президентом.
Став президентом, 28 февраля 2025 года Дональд Трамп встретился с президентом Украины Владимиром Зеленским в Белом доме, но эта встреча закончилась политическим скандалом, и 3 марта президент США приостановил военную помощь Украине. Приостановка коснулась всех видов боеприпасов, оружия, транспорта, в том числе уже находящихся в пути на Украину.
11 марта 2025 года завершились переговоры Украины и США в Саудовской Аравии. Украина согласилась на 30-дневное прекращение огня, а США восстановили военную помощь и обмен разведданными. Дональд Трамп заявил, что после этого планирует переговоры с Россией.
Вечером 18 марта 2025 года, после двухчасового телефонного разговора между президентом США Дональдом Трампом и президентом России Владимиром Путиным, заявил о согласии на взаимный отказ России и Украины на 30 дней от ударов по энергетической инфраструктуре.
19 марта 2025 года состоялся часовой телефонный разговор между президентом США Дональдом Трампом и президентом Украины Владимиром Зеленским, после чего Владимир Зеленский согласился на 30 дней остановить удары по энергетической и «другой гражданской инфраструктуре» России. И теперь представители стран должны «решить технические вопросы».

## Позиции сторон

### Украина
В ходе выступления перед участниками саммита G20 в 2022 году Владимир Зеленский представил «формулу мира» — своё видение условий завершения российско-украинской войны. В фокусе оказались вопросы ядерной, радиационной, экологической, продовольственной, энергетической безопасности, возврат пленных и насильственно перемещённых, расследование военных преступлений и восстановление справедливости — наказания виновных и компенсации ущерба. Владимир Путин называл «формулу мира» Зеленского запретительными требованиями для переговорного процесса:
- Требования радиационной и ядерной безопасности касались вывода российских войск с Запорожской АЭС, её демилитаризации, перехода станции под контроль Украины, а также отказа России от дальнейшего создания угроз для атомных объектов и риторики о применении ядерного оружия;
- Требование продовольственной безопасности было направлено на преодоление продовольственного кризиса и включало обеспечение полного, свободного и безопасного судоходства в Чёрном и Азовском морях, возвращение черноморских портов под контроль Украины, расширение возможностей для продовольственного экспорта Украины;
- Для обеспечения энергетической безопасности Россия должна была прекратить целенаправленные атаки на энергетические объекты, а международное сообщество — содействовать в обеспечении восстановления, охраны и мониторинга критической инфраструктуры.
- Обращение с украинскими военнопленными в соответствии с требованиями Женевских конвенций, возвращение всех военнопленных и гражданских лиц, принудительно удерживаемых в России и на оккупированных территориях Украины;
- Восстановление территории Украины в международно признанных границах, определённых в 1991 году и подтверждённых резолюциями Генассамблеи ООН в 2014 и 2022 годах (включая восточные области страны и Крым)[35][36];
- Вывод российских войск с территории Украины в её международно признанных границах (включая Крым);
- Восстановление справедливости посредством независимого расследования и судебного преследования на национальном и международном уровне преступлений России в Украине, включая преступление агрессии, в соответствии с международным правом, а также разработка международного механизма возмещения нанесённого ущерба;
- Оценка и устранение эклологического ущерба и привлечение России к ответственности за вред окружающей среде, нанесённый военной агрессией;
- Международные юридические обязывающие гарантии безопасности Украины для противодействия потенциальной новой агрессии;
- Закрепление договорённостей об окончании войны международными соглашениями с участием самого широкого круга государств и подписями стран, которые станут гарантами мира и безопасности Украины[37].

### Россия
Российские власти никогда не объясняли конкретные цели вторжения и долгое время не озвучивали чёткую переговорную позицию.
В июне 2024 года накануне международной мирной конференции по Украине в Швейцарии, где представители 92 стран обсуждали достижение мира по «формуле мира» Зеленского, Владимир Путин озвучил ультиматум — предварительные условия, на которых был готов начать переговоры:
- Вывод украинских войск из аннексированных Россией областей Украины в пределах административных границ (то есть, включая территории, которые Россия не контролирует).
- Признание статуса Крыма, Севастополя, Донецкой, Луганской, Херсонской и Запорожской областей как субъектов России.
- Официальное заявление Украины об отказе от планов вступления в НАТО.
- Снятие международных санкций против России[35].
- Закрепление этих договорённостей в международных соглашениях[39][40].

В заялении для прессы, сделанном 19 мая 2025 года по итогам телефонного разговора с Дональдом Трампом, Владимир Путин, в частности отметил, что главное для России «устранить первопричины этого кризиса». По мнению влиятельного британского издания The Economist, в переводе с «кремлевского языка» это означает, что Украина должна быть слабой, нейтральной, не входить в НАТО и отказаться от военной поддержки Запада. По мнению The Economist, это означает, что Путин хочет капитуляции Украины либо на поле боя, либо за столом переговоров.

### Разногласия
Очевидные разногласия касались территориального вопроса (и, соответственно, вывода войск). Так Украина настаивала на возвращение к международно признанным границам, а Россия — на закрепление её притязаний на восточные области Украины. Причём в сентябре 2022 года российские власти дополнительно попытались создать fait accompli через аннексию восточных областей Украины, включая территории, которые не контролирует. Наблюдатели отмечали, что территориальный вопрос ограничивал пространство для дипломатического манёвра, так как даже возвращение к границам на 24 февраля 2022 года вероятно было бы воспринято как поражение.
Украина, равно как США и страны ЕС, придерживаются консенсуса о том, что Россия не должна расширяться за счёт украинских территорий (в числе прочих причин это противоречит уставу ООН). По этой причине, предложенный Путиным в июне 2024 года план был воспринят ими как ультиматум для достижения военных целей, а не предложение мира.

## Отдельные договорённости

### Гуманитарные коридоры
Обсуждение гуманитарных коридоров для эвакуации мирных жителей и поставок помощи в районы в опасной близости к линии соприкосновения велось с первой встречи делегаций в Гомеле. На тот момент стороны достигли принципиального согласия, но конкретные условия и формат гуманитарных коридоров не были согласованы. Из-за этого запланированные эвакуации неоднократно срывались, и стороны обвиняли друг друга в нарушении договорённостей. К середине марта Россия и Украина смогли наладить работу гуманитарных коридоров во всех областях, оказавшихся в зоне боевых действий, хотя в ряде случаев российская сторона отказывалась согласовывать предложенные Украиной варианты.

### Черноморская зерновая инициатива

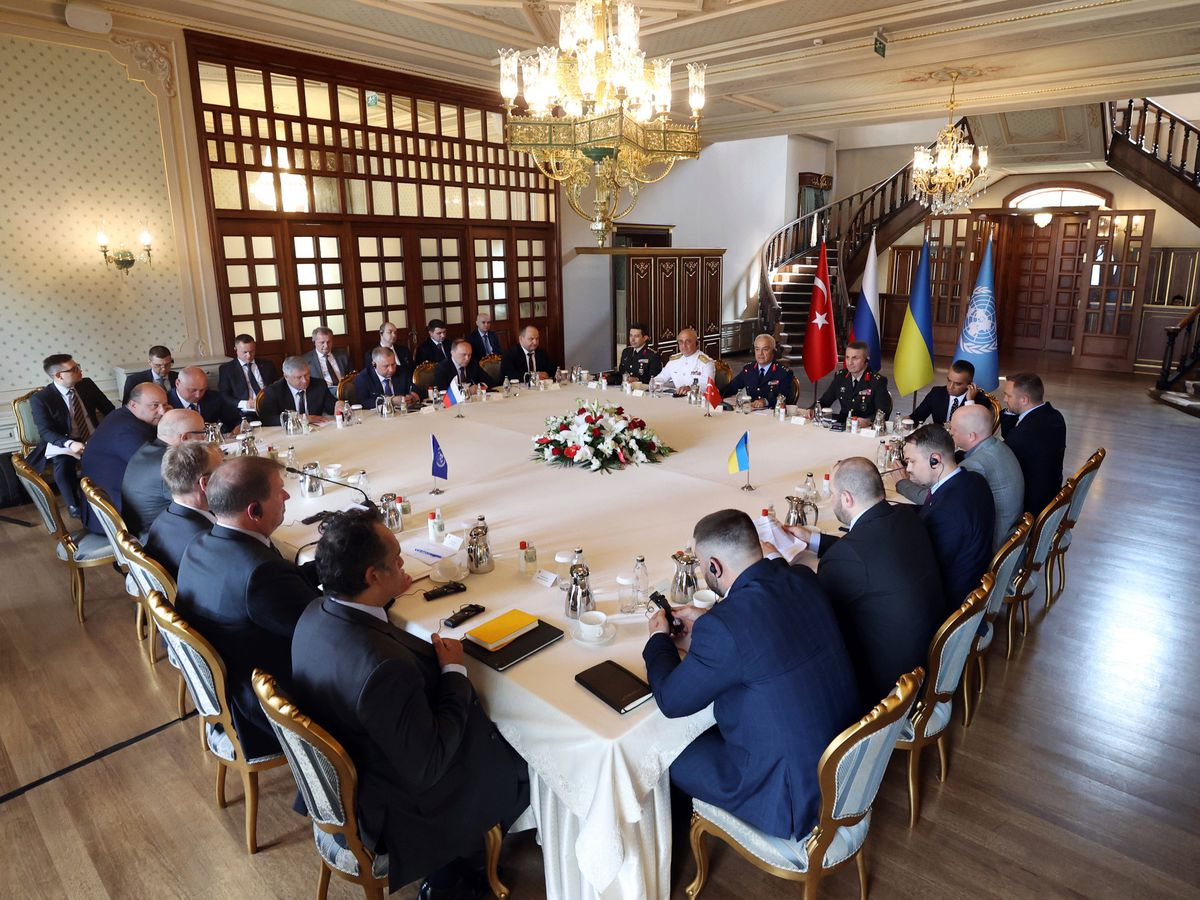
Участники переговоров по экспорту зерна, 22 июля

Одной из ключевых тем переговоров с начала вторжения стало возобновление продовольственного экспорта из заблокированных Россией черноморских портов Украины для снижения мировых цен на зерно и обеспечения глобальной продовольственной безопасности. Посредниками в переговорах выступили ООН и Турция. Изначально Россия ставила многочисленные условия, в том числе отмену санкций против собственного не-продовольственного экспорта и финансового сектора и разминирование украинских портов. Последний пункт имел для Украины принципиальное значение, так как ставил безопасность портовых городов под угрозу, но власти были готовы на компромиссы в случае поставок противокорабельного вооружения.
В июле 2022 года сторонам удалось достичь договорённостей на основе предложенной ООН модели совместного контроля за перевозимыми грузами. 13 июля Украина, Россия, Турция и ООН провели в Стамбуле прямые переговоры, а 22 июля была подписана Черноморская зерновая инициатива — два отдельных соглашения с Турцией и ООН, раздельно подписанных Украиной и Россией. Свои подписи под документами поставили министр инфраструктуры Украины Александр Кубраков, министр обороны России Сергей Шойгу, министр обороны Турции Хулуси Акар и генеральный секретарь ООН Антониу Гутерриш.
На следующий день после заключения зерновой сделки Россия нанесла ракетный удар по Одесскому порту, повредив портовую инфраструктуру. Российские власти поначалу отрицали причастность, а затем заявили, что целью атаки были «военные объекты» — законные цели независимо от подписанных ранее документов. Украинская сторона расценила атаку как демонстративный жест, направленный против Турции и ООН как гарантов сделки. Несмотря на атаку, 1 августа 2022 года первое судно, загруженное украинским зерном, вышло из порта Одессы в рамках Черноморской зерновой инициативы.

### Репатриация
В январе 2023 года уполномоченный по правам человека России Татьяна Москалькова и её украинский коллега Дмитрий Лубинец провели в Турции несколько раундов переговоров возвращении на родину удерживаемых гражданских лиц (и обмене военнопленными). В их числе задержанные в Крыму и оккупированных территориях Донецкой и Луганской области после 2014 года: Украинская сторона сообщала о 377 известных ей заключённых, а также 158 украинцах (многие из них — крымские татары), которых Россия удерживала как политических заключённых.
18 января Координационный штаб по вопросам обращения с военнопленными сообщил о запуске специального проекта, в рамках которого украинцы смогут сообщить о пропавших в ходе войны родных и близких — с этими данными будут совместно работать уполномоченные по правам человека Украины и России. Ранее посредником в этом процессе выступал Международный Комитет Красного Креста. Переговоры продолжились по видеосвязи при посредничестве турецкой стороны.

## Незавершённые переговоры

### Разрешение кризиса на Запорожской АЭС
МАГАТЭ выступила посредником урегулировании кризиса вокруг Запорожской АЭС, выступая за создание демилитаризованной зоны вокруг станции, чтобы минимизировать риск техногенной катастрофы. Глава МАГАТЭ Рафаэль Гросси посещал Киев для встречи с президентом Зеленским и общался с российским руководством в Москве. Препятствием для разрешения кризиса была позиция российской стороны, которая отказывалась от демилитаризации станции под предлогом обеспечения её безопасности.
В декабре 2022 года министр энергетики Украины Герман Галущенко сообщил о готовности России заменить солдат на станции служащими Росгвардии. Однако Украина настаивала на полной демилитаризации станции возвращения её под управление украинского оператора — «Энергоатома». В январе 2023 года советник главы «Росатома» Ренат Карчаа оправдывал отсутствие прогресса в переговорах необходимостью согласованного механизма работы безопасной зоны в районе АЭС.

### Экспорт российских удобрений
Одним из следствий российского вторжения на Украину стала остановка перекачки аммиака — важного компонента российского экспорта в страны Африки и Азии по трубопроводу Тольятти — Одесса. 17 ноября 2022 года Reuters сообщил о переговорах Украины и России по теме возобновления экспорта российского аммиака, которые прошли в Абу-Даби при посредничестве ОАЭ, но без участия ООН — участника соглашения об экспорте зерна из Украины. Как и ранее, Украина ставила освобождение украинских военнопленных условием запуска аммиакопровода. В декабре 2022 года координатор ООН по вопросам гуманитарной помощи сообщал, что стороны были близки к соглашению.
ООН был заинтересован в возобновлении поставок аммиака из России через черноморские порты, чтобы увеличить предложение, снизить цены и смягчить проблемы с продовольственной безопасностью. Однако начиная с осени 2022 года на фоне нормализации цен на природный газ и перенасыщения рынка на фоне сравнительно низкого спроса цены на удобрения упали до уровня 2021 года и продолжали снижение.

### Безопасность судоходства в Чёрном море
В феврале—апреле 2024 года Россия и Украина при посредничестве Турции и содействии ООН работали над проектом соглашения, которое закрепило бы гарантии безопасности для торговых судов в Чёрном море. В рамках сделки Россия и Украина обязались бы не атаковать, не арестовывать и не обыскивать торговые суда, если те заявили о невоенном грузе или пусты. 16 апреля агентство Reuters сообщило, что Украина неожиданно вышла из соглашения в последний момент. Тем не менее, во второй половине мая 2024 года глава МИД Турции Хакан Фидан сообщил о продолжении переговоров по вопросам безопасности судоходства в Чёрном море.